# 宪章运动

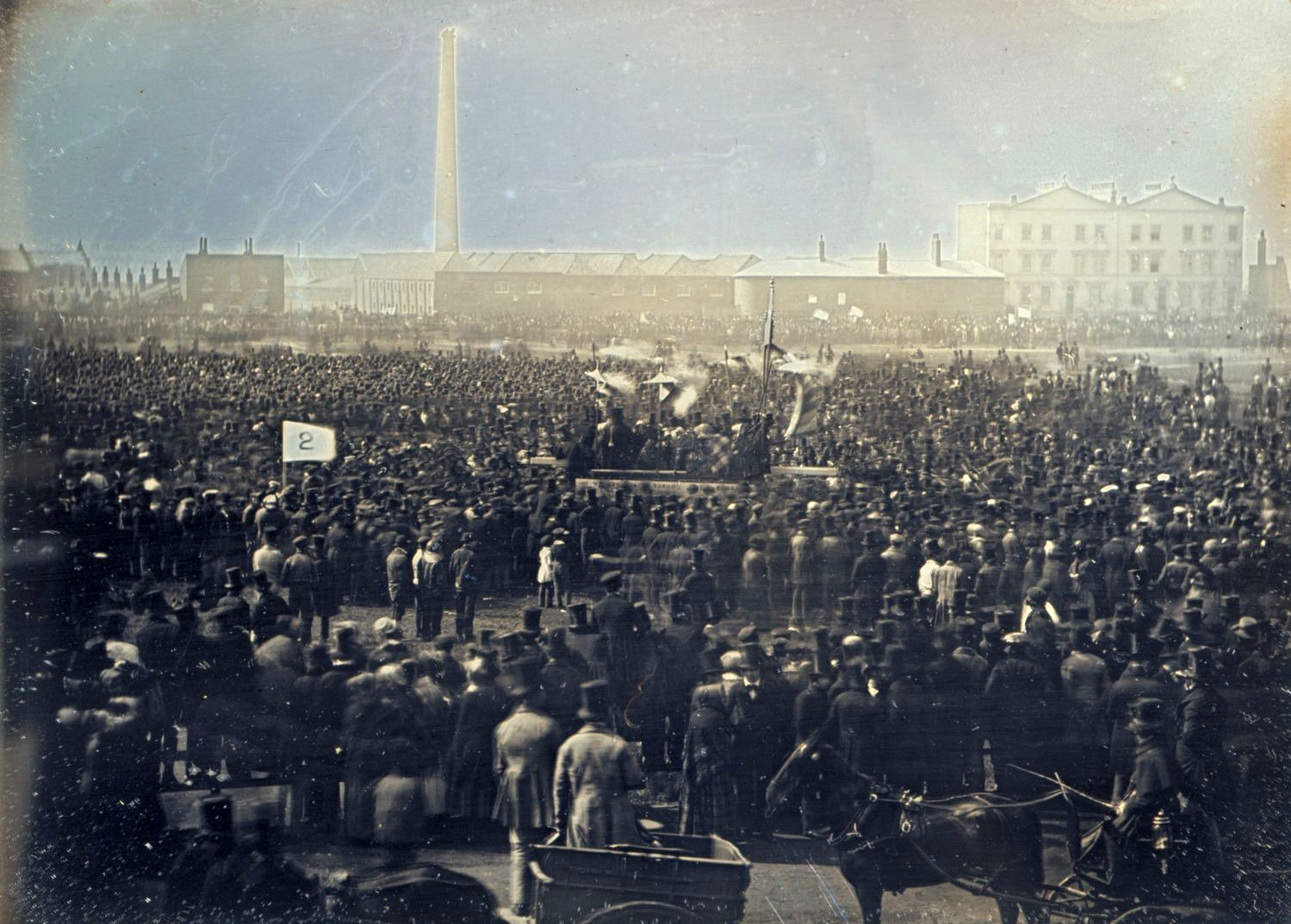
伦敦南部肯宁顿的宪章运动集会

宪章运动（英語：Chartism）是1838年—1848年（还有说法是1836年—1858年，以宪章运动的发起机构：伦敦工人协会的成立和其他全国性组织——全国宪章派协会的解散的时间为宪章运动的起止时间）持續十年发生在英国的一场工人階級要求社会政治改革的群众运动。列宁称之为世界上第一场大规模的工人阶级运动。

## 根源
宪章运动之前英国先后经历了一系列政治改革运动，1832年改革法案便是运动的成果之一。但在这些运动中获得了权益的只是富裕的中产阶级，占人口多数工人阶级仍没有选举权。对此不满的工人阶级和一部分获得权益不多的中产阶级先后进行了一系列激进运动。
1838年威廉·洛维特等6名普通劳动者和6名国会议员组成一个委员会，拟定了一份《人民宪章》，提出了以下几点主张：
- 21岁以上男子有普选权
- 每一选区人口數量相同
- 选举由秘密投票决定
- 取消参选财产限制
- 给予议员年俸
- 进行每年一度选举

这些可视为宪章运动的开端。

## 第一波行動

宪章运动参加者与警察冲突

《人民宪章》一開始公开時被一些激进团体认为太过温和，但它的主张很快在普通民众中产生了巨大影响，全国各地纷纷举行大型集会响应。1839年2月4日的宪章运动大会上推举出50名代表，参与起草请愿。至6月请愿完成，上呈至英国下议院，但下议院几乎没过目便予以回绝。
宪章运动中一直以来存在的激进派对此大加不满，先后组织暴动。政府方面予以镇压，并逮捕了部分宪章运动领导者。9月14日宪章运动大会被迫解散。这些更激化了激进派，特别是在威尔士地区。11月4日威尔士地区发生武装暴动，暴动者要求释放被捕者，因此政府调动军队镇压，造成流血事件，10名暴动者被打死，此后大量宪章运动参与者被逮捕判刑。
1842年在费尔加斯·奥康纳组织的“全国宪章协会”（N.C.A）展开了一次新的请愿活动。这一次共征集了325万人的签名，规模可谓壮大。但很快再次被下议院否决。宪章运动再次受到沉重打击，但仍得以持续。很多运动领导者也参与选举，继续发挥着其影响力。

## 1848年请愿

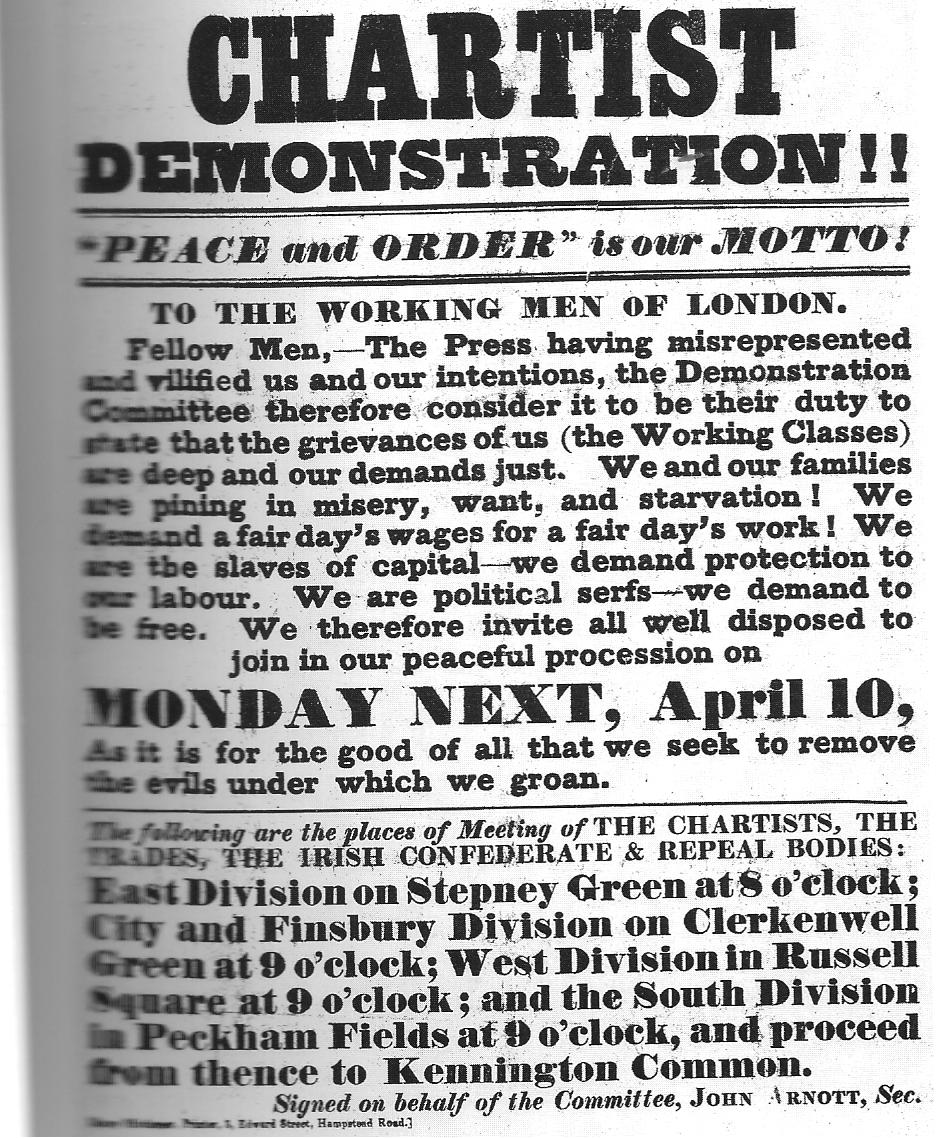
1848年鼓动游行的海报

1848年马克思和恩格斯的《共产党宣言》在伦敦发表，其影响到了1848年欧洲革命，宪章运动也受其影响。4月10日奥康纳在伦敦南部肯宁顿筹划了大型集会，酝酿再次请愿。政府方面则忧虑过度，调集了大量武力以防不测。不过运动在伦敦得以和平进行。在曼彻斯特则发生了冲突。
请愿书被装在四套华丽的马车上驶向下议院，但再次被否决。不久全国宪章协会被令解散，宪章运动也宣告结束。

## 影響
随着之后的1867年改革法案和1884年人民代表法案，以及决定秘密投票的1872年投票制度法案，宪章运动的主张一一成为现实，唯有“进行每年一度选举”的要求，没有实现。

## 评价
有人将其和里昂工人起义和西里西亚工人起义并称为“19世纪欧洲三大工人运动”。